# 旋花树科
旋花树科（学名：Sarcolaenaceae）又名苞杯花科或肉被花科，共有9属约60种，都是生长在非洲马达加斯加岛的特有种。

## 特征
本科植物为常绿乔木或灌木，单叶互生，革质，有托叶；花有各种颜色，花瓣5数；果实为蒴果或坚果，种子含有淀粉。

## 分类
1981年的克朗奎斯特分类法将本科放在山茶目中，1998年根据基因亲缘关系分类的APG 分类法认为应该放在锦葵目中。

### 属
- Leptolaena Thouars
- Mediusella (Cavaco) Dorr
- Pentachlaena H.Perrier
- Perrierodendron Cavaco
- Rhodolaena Thouars
- Sarcolaena Thouars
- Schizolaena Thouars
- Xyloolaena Baill.